# Thaiderces fengniao
Thaiderces fengniao es una especie de araña del género Thaiderces, familia Psilodercidae. Fue descrita científicamente por Li & Chang en 2019.
Habita en Tailandia. El macho holotipo mide 1,70 mm y la hembra paratipo 1,85 mm.